# Divize E 2023/2024
Divize E 2023/2024 byla 33. ročníkem moravskoslezské Divize E, která je jednou ze skupin 4. nejvyšší soutěže ve fotbale v Česku. Od této sezony se počet mužstev v moravskoslezských divizích opět rozšířil na 16. Tento ročník začal v sobotu 5. srpna 2023 úvodními zápasy 1. kola a skončil v sobotu15. června 2024 utkáními 30. kola

## Formát soutěže
V sezóně se utkalo 16 týmů každý s každým dvoukolovým systémem podzim–jaro.

## Změny proti předchozímu ročníku
- Z MSFL 2022/23 nesestoupila žádná mužstva ani do MSFL 2023/2024 žádné nepostoupilo.
- Z Přeboru Zlínského kraje postoupilo mužstvo FC Strání, z Přeboru Olomouckého kraje postoupilo mužstvo FC Kostelec na Hané.
- Týmy SK Jiskra Rýmařov a FK Nový Jičín se přesunuly z Divize F.
- Tým FC Zbrojovka Brno „B“ se přesunul do Divize D a tým FK Šumperk se přesunul do Divize F.

## Konečná tabulka
| Poř. | Tým                     | Z  | V  | R  | P  | VG | OG | B  |
| ---- | ----------------------- | -- | -- | -- | -- | -- | -- | -- |
| 1.   | FC Strání (N)           | 30 | 23 | 4  | 3  | 85 | 29 | 73 |
| 2.   | TJ Slovan Bzenec        | 30 | 19 | 5  | 6  | 80 | 31 | 62 |
| 3.   | FK Kozlovice            | 30 | 18 | 6  | 6  | 61 | 31 | 60 |
| 4.   | FC Vsetín               | 30 | 17 | 6  | 7  | 62 | 33 | 57 |
| 5.   | SFK ELKO Holešov        | 30 | 16 | 3  | 11 | 75 | 47 | 51 |
| 6.   | FC TVD Slavičín         | 30 | 13 | 4  | 13 | 46 | 59 | 43 |
| 7.   | FK Šternberk            | 30 | 12 | 7  | 11 | 42 | 48 | 43 |
| 8.   | FK Nové Sady            | 30 | 9  | 10 | 11 | 48 | 55 | 37 |
| 9.   | FC Kostelec na Hané (N) | 30 | 11 | 0  | 19 | 39 | 67 | 33 |
| 10.  | SK Jiskra Rýmařov       | 30 | 8  | 9  | 13 | 43 | 59 | 33 |
| 11.  | 1. HFK Olomouc          | 30 | 8  | 8  | 14 | 30 | 50 | 32 |
| 12.  | TJ Tatran Všechovice    | 30 | 8  | 7  | 15 | 66 | 71 | 31 |
| 13.  | TJ Skaštice             | 30 | 7  | 10 | 13 | 37 | 52 | 31 |
| 14.  | FK Nový Jičín           | 30 | 9  | 4  | 17 | 30 | 62 | 31 |
| 15.  | SK Baťov                | 30 | 8  | 6  | 16 | 47 | 59 | 30 |
| 16.  | 1. FC Viktorie Přerov   | 30 | 7  | 5  | 18 | 27 | 65 | 26 |

- Z = Odehrané zápasy; V = Vítězství; R = Remízy; P = Prohry; VG = Vstřelené góly; OG = Obdržené góly; B = Body; (S) = Mužstvo sestoupivší z vyšší soutěže; (N) = Mužstvo postoupivší z nižší soutěže (nováček)

|  | Postup do MSFL 2023/24                      |
|  | Sestup do Přeboru Olomouckého kraje 2024/25 |